# Грибановы
Грибановы — древний русский дворянский род.

## История рода
Злоба Дмитриевич упомянут (1535). Василий Грибанов владел поместьем в Московском уезде (ранее 1573), там же владел поместьем его сын Товарищ, служивший по Коломне в городовых дворянах (1577). Известный Васильев владел поместьем в Московском уезде (ранее 1573), упомянут в духовной грамоте Д. М. Плещеева.
Иван Грибанов владел вотчиной в Московском уезде, перешедшей от него к Савве Ивановичу (1625). Фёдор Грибанов владел поместьем в Можайском уезде (1636). Роман Михайлович владел поместьем в Дмитровском и Клинском уездах, стряпчий (1682), стольник (1687—1692), воевода в Вязьме (1690—1691).
Двое представителей рода владели населёнными имениями (1699).

## Известные представители
- Грибанов Михаил Богданович — московский дворянин (1672—1677)[2].